# マルクス主義 (雑誌)
『マルクス主義』は、1924年から1929年まで発行されていた月刊誌。

## 概要
1924年（大正13年）5月に創刊。日本共産党による発行であり、事実上の機関誌としての役割を果たしていた。表向きの発行所は「マルクス協会」あるいは「希望閣」となっていた。
四・一六事件直前の1929年（昭和4年）4月1日に刊行された第56号が最終号となった。

## 主な編集者
- 西雅雄[1]
- 水野成夫[1]
- 志賀義雄[1]

## 主な執筆者
- 山川均[1]
- 福本和夫[1]
- 市川正一[1]
- 渡辺政之輔[1]
- 志賀義雄[1]
- 鍋山貞親[1]
- 三田村四郎[1]